# معان (حماة)
معان قرية في محافظة حماة في سورية. تقع شمال مدينة حماة.